# Nils Kreuger
Nils Edvard Kreuger (11 d'octubre de 1858 - 11 de maig de 1930) va ser un pintor suec.
Després d'estudiar a l'escola de pintura Perséus, Nils Kreuger va anar a París el 1881. Sota la influència de l'estil francès plenairista va produir paisatges i vistes urbanes de Paris i la seva regió, sovint a l'alba o al crepuscle, amb boirina, pluja o neu. El 1887 va retornar a casa seva a Suècia i es va instal·lar a Varberg, on va pintar juntament amb Richard Bergh i Karl Nordström des de 1893.

## Galeria

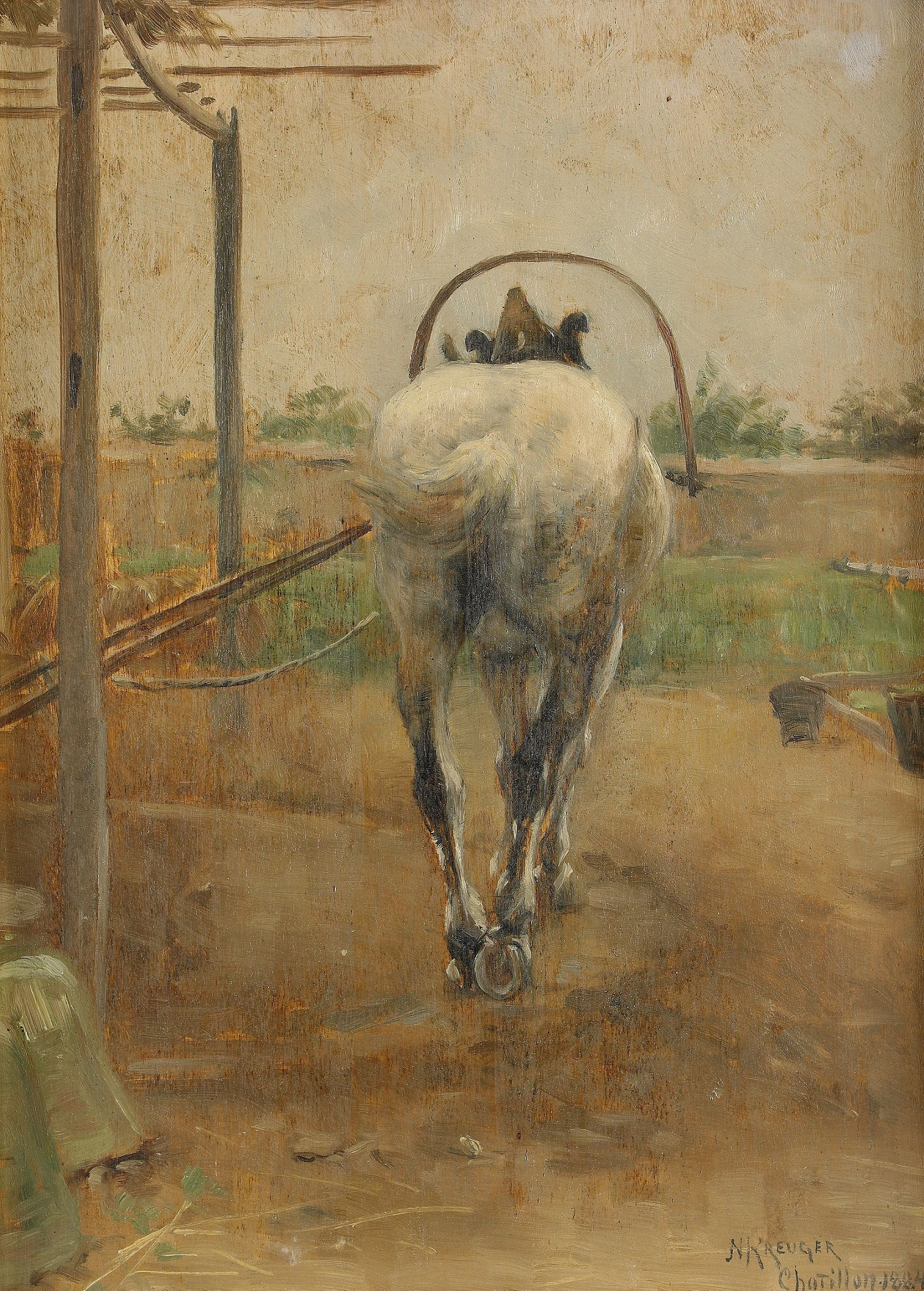
Treball (1884)
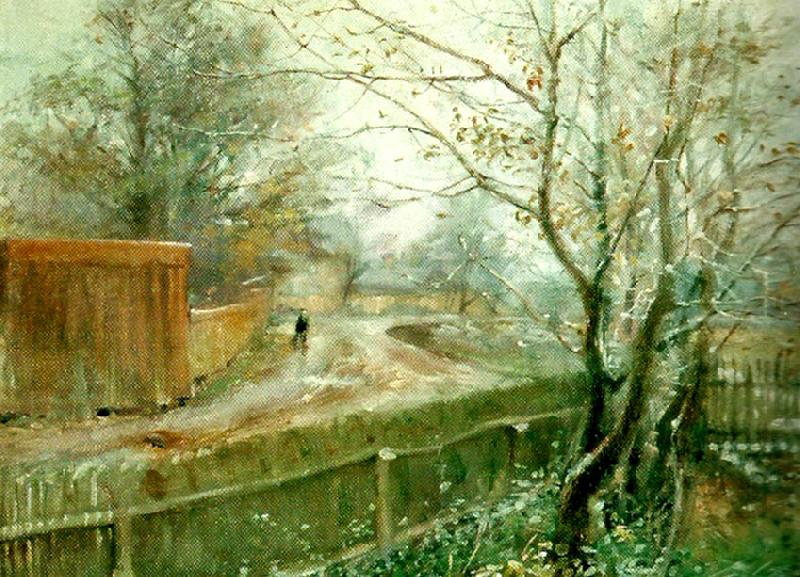
Tardor, Varberg (1888)
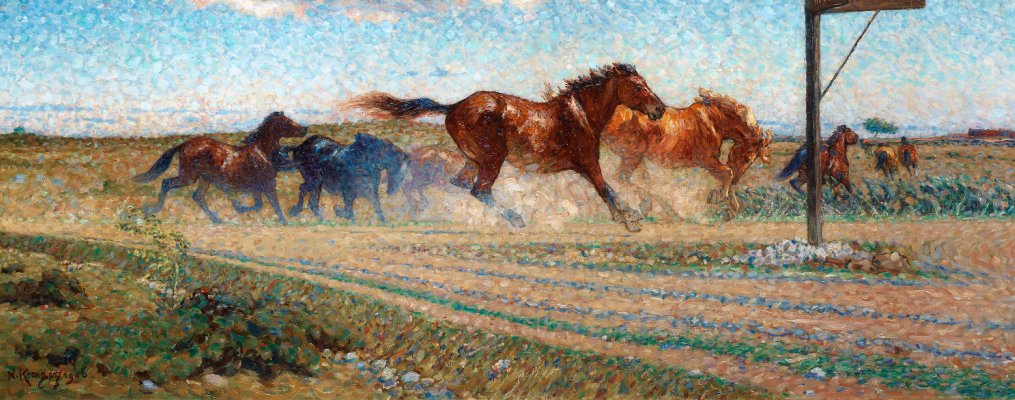
Cavalls alliberats (1906)
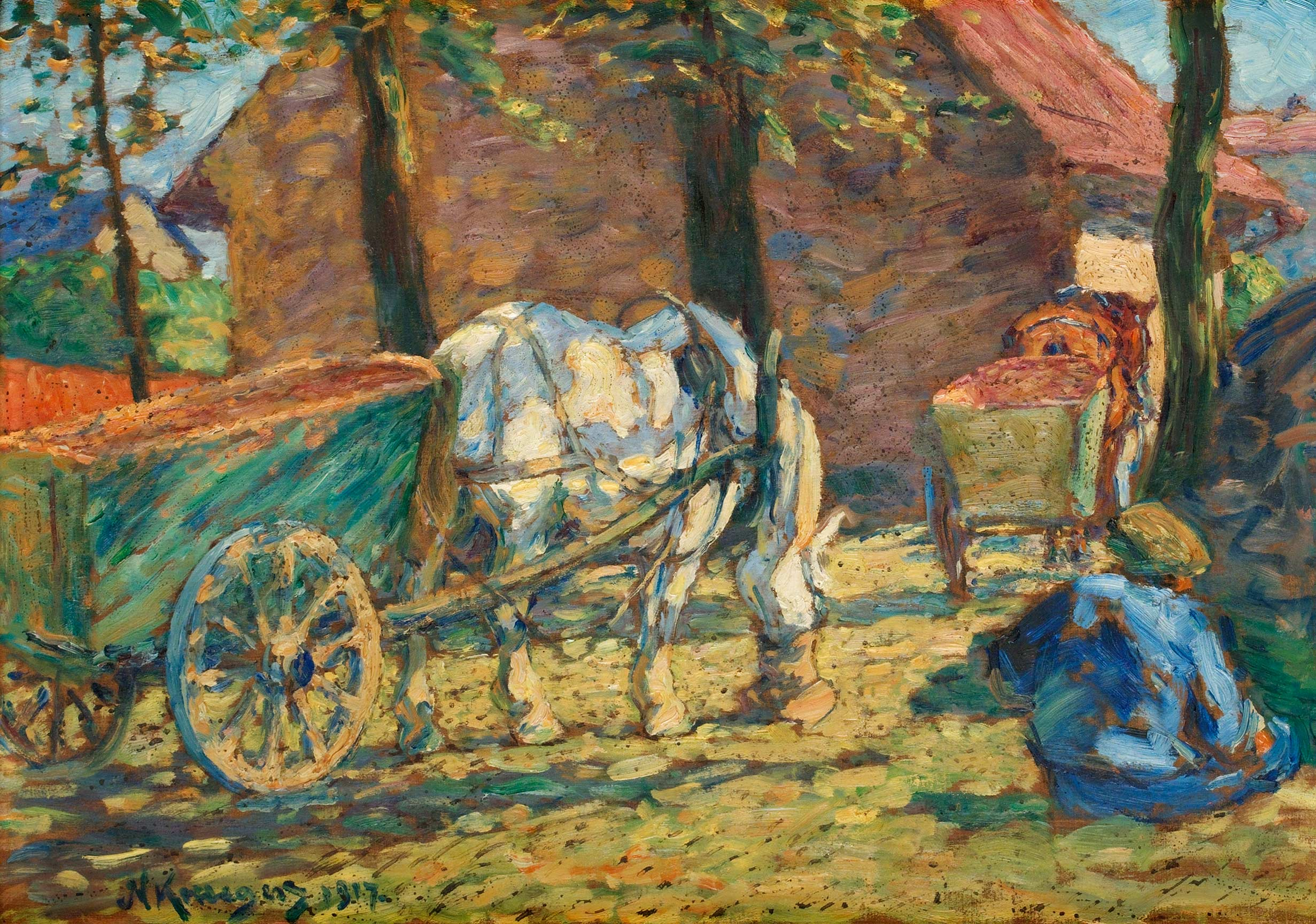
Hora de dinar (1917)